# 代爾扎基
50°7′8″N 26°20′29″E / 50.11889°N 26.34139°E
代爾扎基（羅馬化：Derzhaky）是烏克蘭西部的村莊，隸屬赫梅利尼茨基州的舍佩蒂夫卡區。該村始建於1562年，面積0.04平方公里，2001年人口106，人口密度每平方公里2,585.4人。